# 东台吉乃尔河

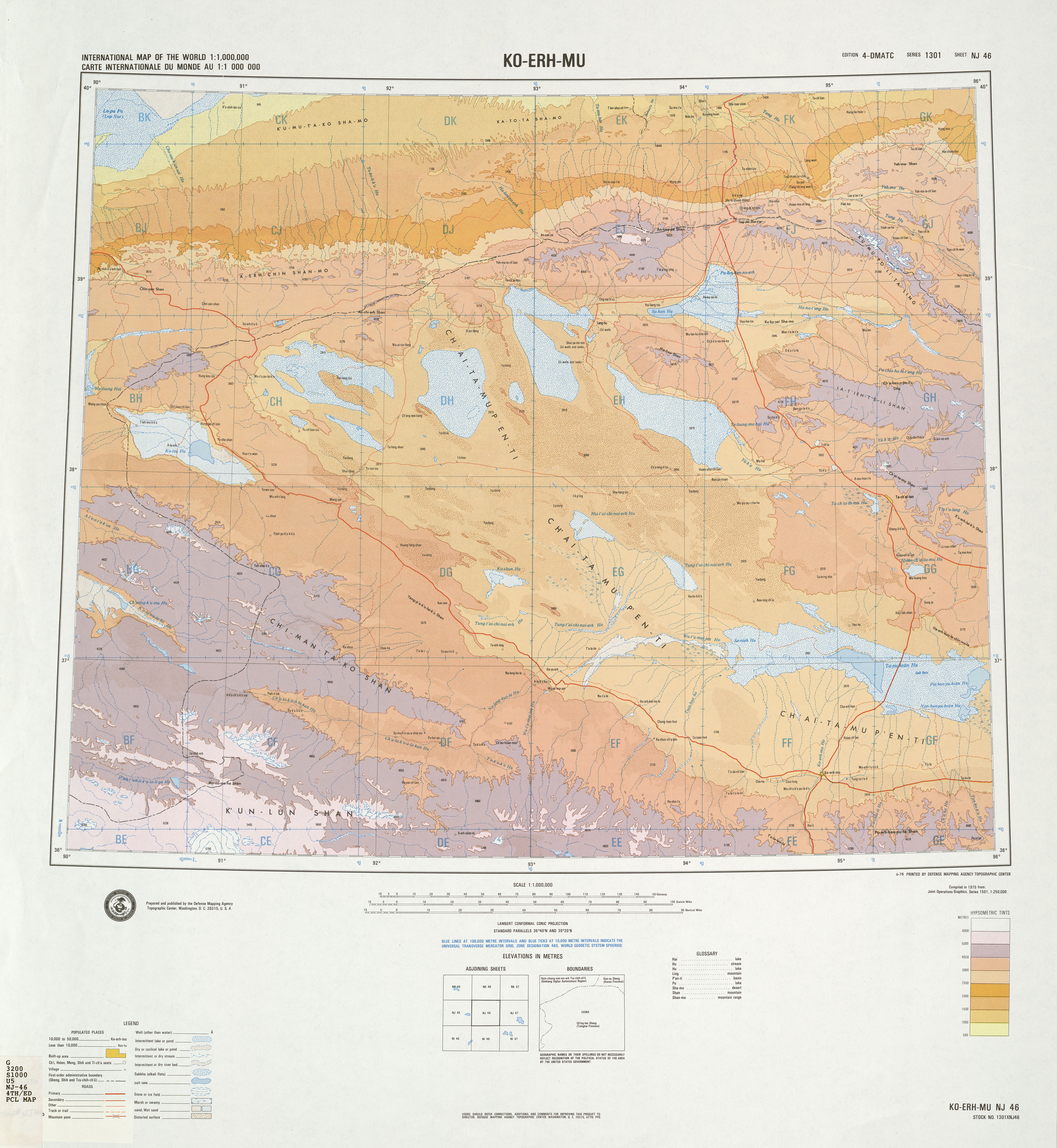
青海省西北部地形图，东台吉乃尔河位于编号DG和EG区域内，标注为Tung t'ai chi nai erh Ho

东台吉乃尔河，是位于中华人民共和国青海省西北部地区的一条内陆河，是那棱格勒河下游的一条支流。发源于茫崖市南部甘森的咸水泉，源头海拔3160米。泉水顺地形向东南流入被称为“甘森湖”的沼泽带，穿过沼泽带后转向东流，约77千米后汇入那棱格勒河。河长约98千米，流域面积约1500平方千米，河道平均比降4.02‰，年均径流量约6.15亿立方米。流域内降水稀少，气候干燥。河水以地下水和那棱格勒河的季节性多股散流补给为主。
台吉乃尔河，是位于中华人民共和国青海省西北部地区的一条内陆河，那棱格勒河干流左纳东台吉乃尔河后转东流，以下河段也称“台吉乃尔河”。